# Джеральд Ґарднер
Джеральд Броссо Ґарднер (13 червня 1884 — 12 лютого 1964), також відомий під магічним ім'ям Scire - англійський вікканець, а також письменник і антрополог-аматор і археолог. Відіграв важливу роль у приверненні уваги громадськості до неоязичницької релігії Вікка, написавши деякі з її остаточних релігійних текстів і заснувавши традицію Ґарднеріанської Вікки.
Народився в заможній родині в Бланделл-Сендсі, Ланкашир, Ґарднер провів більшу частину свого дитинства за кордоном на Мадейрі. У 1900 році він переїхав до колоніального Цейлону, а потім у 1911 році до Малаї, де працював державним службовцем, самостійно розвиваючи інтерес до корінних народів і пишучи статті та книгу про їхні магічні практики. Після виходу на пенсію в 1936 році він відправився на Кіпр, написавши роман «Прибуває богиня» (A Goddess Arrives), а потім повернувся до Англії. Оселившись поблизу Нью-Форест, він приєднався до окультної групи Розенкрейцерського Ордену Кротонського Товариства, через яку, за його словами, він зіткнувся з Нью-Форестським шабашем, до якого його посвятили в 1939 році. Вважаючи, що ковен є залишком дохристиянського відьомського культу, який обговорювався в роботах Марґарет Мюррей, він вирішив відродити віру, доповнивши ритуали ковену ідеями, запозиченими з масонства, церемоніальної магії та творів Алістера Кроулі, щоб сформувати Ґарднеріанську традицію Вікки.
Переїхавши до Лондона в 1945 році, він мав намір пропагувати цю релігію, привертаючи увагу засобів масової інформації та пишучи про це в High Magic's Aid (1949), Witchcraft Today (1954) і The Meaning of Witchcraft (1959). Заснувавши вікканську групу, відому як шабаш Брікет Вуд, він ввів у релігію ряд верховних жриць, у тому числі Дорін Валіенте, Лоїс Борн, Патрицію Кроутер та Елеонор Боун, завдяки яким ґарднеріанська спільнота поширилася по всій Британії, а згодом по Австралії та Сполучених Штатах наприкінці 1950-х — на початку 1960-х років. Деякий час співпрацюючи з Сесілом Вільямсоном, Ґарднер також став директором Музею Магії та Чаклунства на острові Мен, яким керував до самої смерті.
Ґарднер є міжнародно визнаним «батьком Вікки» серед язичницьких та окультних спільнот. Його заяви щодо шабашу Нью-Форест були широко досліджені, і Ґарднер був предметом дослідження істориків та біографів Ейдана Келлі, Рональда Гаттона та Філіпа Гесельтона.

## Раннє життя

### Дитинство: 1884–99
Сім'я Ґарднера була заможною та належала до вищого середнього класу, керувала сімейною фірмою «Джозеф Ґарднер і сини», яка називала себе «найстарішою приватною компанією з торгівлі деревиною в Британській імперії». Спеціалізуючись на імпорті листяної деревини, компанія була заснована в середині 18 століття Едмундом Ґарднером (нар. 1721), підприємцем, який згодом став Фріменом Ліверпуля. Батько Джеральда, Вільям Роберт Ґарднер (1844—1935) був молодшим сином Джозефа Ґарднера (нар. 1791), на честь якого була перейменована фірма, і який разом із дружиною Марією мав п'ятьох синів і трьох дочок. У 1867 році Вільяма відправили до Нью-Йорка для захисту інтересів сімейної фірми. Тут він познайомився з американкою Луїзою Бургелю Енніс, дочкою оптового продавця канцтоварів; вступивши в стосунки, вони одружилися на Мангеттені 25 листопада 1868 року. Після візиту до Англії пара повернулася до США, де оселилися в штаті Нью-Йорк. Саме тут у 1870 році народилася їхня перша дитина, Гарольд Енніс Ґарднер. У якийсь момент протягом наступних двох років вони повернулися до Англії, а до 1873 року оселилися у Ґлені, великому вікторіанському будинку в Бландел-Сендсі в Ланкаширі, на північному заході Англії. Саме тут у 1874 році народилася їхня друга дитина, Роберт «Боб» Маршалл Ґарднер
У 1876 році сім'я переїхала в один із сусідніх будинків, і саме тут у п'ятницю, 13 червня 1884 року, народився третій син пари, Джеральд Бросо Ґарднер. У 1886 році народилася четверта дитина, Френсіс Дуґлас Ґарднер. Джеральд рідко бачив Гарольда, який продовжив вивчати право в Оксфордському університеті, але більше бачив Боба, який малював для нього картини, і Дуґласа, з яким він ділив дитячу кімнату. Ґарднери найняли ірландську няню на ім'я Джозефіна «Ком» Маккомбі, якій доручили піклуватися про молодого Джеральда; вона згодом стане домінуючою фігурою в його дитинстві, проводячи з ним набагато більше часу, ніж його батьки. Ґарднер страждав на астму з юності, особливо відчуваючи труднощі в холодні ланкаширські зими. Його няня запропонувала відвезти Джозефа в тепліший клімат за кордон за рахунок його батька, в надії, що це поліпшить його цей стан. Згодом, улітку 1888 року, Джеральд і Ком вирушили через Лондон до Ніцци на півдні Франції. Після кількох років, проведених у Середземному морі, у 1891 році вони вирушили на Канарські острови, і саме тут Ґарднер вперше зацікавився зброєю. Звідти вони попрямували до Аккри в Золотому узбережжі (сучасна Гана). За Аккрою послідував візит до Фуншалу на португальській колонії Мадейра; вони проведуть більшу частину наступних дев'яти років на острові, повертаючись до Англії лише на три-чотири місяці влітку.
Згідно з першим біографом Ґарднера, Джеком Брейсліном, Ком була дуже кокетливою і «явно дивилася на ці поїздки як на пошуки чоловіків», розглядаючи Ґарднера як незручність. Як наслідок, він здебільшого був кинутий напризволяще, витрачаючи час на прогулянки, знайомства з новими людьми та вивчення місцевих культур. На Мадейрі він також почав коллекціонувати зброю, багато з якої були залишками часів наполеонівських війн, виставляючи її на стіні свого готельного номера. Через хворобу та вічні закордонні поїздки Ґарднер зрештою ніколи не відвідував школу та не здобув формальної освіти. Він навчився читати, переглядаючи примірники журналу The Strand Magazine, але його писемність видавала його неосвіченість протягом всього його життя, з надзвичайно ексцентричним правописом і граматикою. Будучи ненажерливим читачем, однією з книг, що найбільше вплинула на нього в той час, була «Смерті немає» (There Is No Death) (1891) Флоренс Марріат, де йдеться про спіритуалізм, і завдяки якій він отримав тверду віру в існування загробного життя.

### Цейлон і Борнео: 1900–11
У 1900 році Ком вийшла заміж за Девіда Елкінгтона, одного з її численних женихів, який володів чайною плантацією в британській колонії Цейлон (сучасна Шрі-Ланка). З Ґарднерами було домовлено, що Джеральд буде жити з нею на чайній плантації під назвою Ladbroke Estate в районі Маскелія, де він зможе навчитися справі продажу чаю. У 1901 році Ґарднер і Елкінгтони ненадовго жили в бунгало в Канді, де сусіднє бунгало щойно покинули окультисти Алістер Кроулі та Чарльз Генрі Аллан Беннет. За кошти свого батька Ґарднер пройшов підготовку на «повзучого» або стажиста плантатора, дізнавшись усе про вирощування чаю; хоча йому не подобалася «похмура безкінечність» цієї роботи, йому подобалося бути на природі та поблизу лісу. Він жив у Елкінгтонів до 1904 року, коли переїхав у власне бунгало і почав заробляти на життя, працюючи в чайному маєтку Non Pareil під Рівнинами Гортон. Він проводив більшу частину свого вільного часу, полюючи на оленів і мандруючи місцевими лісами, знайомлячись з сингальськими тубільцями та виявляючи великий інтерес до їхніх буддистських вірувань. У грудні 1904 року його батьки та молодший брат відвідали його, а батько попросив інвестувати в каучукову плантацію, якою Ґарднер мав керувати; розташовану поблизу села Беліхіл Оя, він був відомий як маєток Атланта, але дозволив йому багато свободного часу. Досліджуючи свій інтерес до зброї, у 1907 році Ґарднер приєднався до стрілецького корпусу цейлонських плантаторів, місцевого добровольчого загону, що складався з європейських плантаторів чаю та каучуку, які мали намір захистити свої інтереси від іноземної агресії чи внутрішнього повстання.
У 1907 році Ґарднер повернувся до Британії на кілька місяців у відпустку, проводячи час зі своєю сім'єю та приєднавшись до Легіону прикордонників, ополчення, заснованого для відбиття загрози німецького вторгнення. Під час свого візиту Ґарднер провів багато часу з родиною Сердженсонів. Ґарднер здружився з цією частиною своєї родини, яку його батьки-англікани уникали, оскільки вони були методистами. За словами Ґарднера, Сердженсони говорили з ним про паранормальні явища; Патріарх родини Тед Сердженсон вважав, що в його саду живуть феї, і казав: «Я часто відчуваю, що вони тут, а іноді я навіть їх бачу», хоча він охоче допускав можливість, що все це було його уява. Саме від Сердженсонів Ґарднер дізнався сімейної чутки про те, що його дід Джозеф був практикуючим відьмом після того, як його коханка навернула його до цієї практики. Ще одне непідтверджене сімейне вірування, стверджуване Ґарднером, полягало в тому, що його шотландська прародичка, Ґрісселл Ґерднер, була спалена як відьма в Ньюбургу в 1610 році.

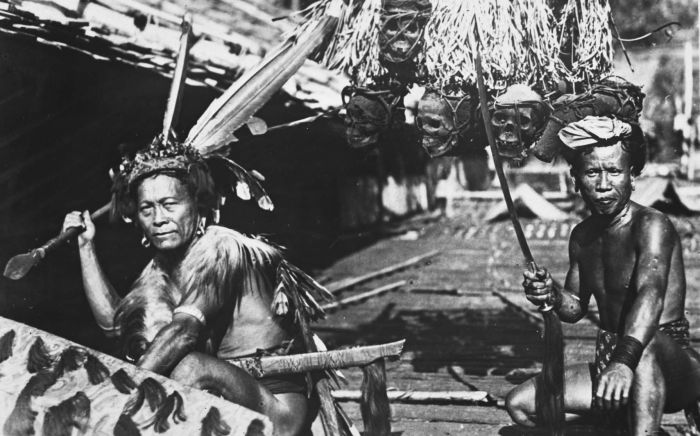
Працюючи на Борнео в 1911 році, Ґарднер уникав расистських настроїв своїх колег, подружившись з членами корінної громади даяків, будучи зачарованим їхніми магічно-релігійними віруваннями, татуюваннями та зброєю.

Наприкінці 1907 року Ґарднер повернувся на Цейлон і почав керувати каучуковою плантацією. У 1910 році він був посвячений у масони-учні. Ґарднер надавав великого значення цій новій діяльності; Щоб відвідати масонські зібрання, йому доводилося влаштовувати відпустку на вихідні, проходити 15 миль до найближчої залізничної станції в Гапутале, а потім сідати на поїзд до міста. Він досяг другого і третього ступенів масонства протягом наступного місяця, але цей ентузіазм, здається, також згас, і він пішов у відставку наступного року, ймовірно, тому, що мав намір покинути Цейлон. Експеримент із вирощування каучуку в маєтку Атланта виявився відносно невдалим, і батько Ґарднера вирішив продати майно в 1911 році, залишивши Джеральда безробітним.
Того року Ґарднер переїхав до британського Північного Борнео, отримавши роботу плантатора каучуку в маєтку Маво в Мембукеті. Однак він погано порозумівся з менеджером плантації, расистом на ім'я Р. Дж. Грехем, який хотів вирубати всю місцевість. Замість цього Ґарднер подружився з багатьма місцевими жителями, включно з даяками та дусунами. Будучи антропологом-любителем, Ґарднер був зачарований способом життя корінних жителів, особливо місцевими формами зброї, такими як сумпітан. Він був заінтригований татуюваннями даяків, і на його фотографіях у пізньому віці на передпліччях зображені великі татуювання змії і дракони, імовірно нанесені в цей час. Виявляючи великий інтерес до релігійних вірувань корінного населення, Ґарднер розповів своєму першому біографу, що він відвідував дусунські ритуали по виклику духів і зцілення. Він був незадоволений умовами праці та расистськими настроями своїх колег, а коли захворів малярією, він відчув, то це була остання крапля; він покинув Борнео та переїхав до Сінгапуру, у місце, що тоді було відомо як Стрейтс Сеттлментс, частина Британської Малаї.

### Малая та Перша світова війна: 1911–26
Прибувши до Сінгапуру, він спочатку планував повернутися на Цейлон, але йому запропонували роботу помічника на каучуковій плантації в Пераку, північна Малая, і він вирішив прийняти її, працюючи в компанії Borneo. Прибувши в цей район, він вирішив доповнити цей дохід, купивши власну землю, на якій він міг би вирощувати каучук; спочатку розміром 182 гектара, а потім Ґарднер придбав різні шматки прилеглої землі, поки вона не охопила 242 гектарів. Тут Ґарднер подружився з американцем, відомим як Корнвал, який прийняв іслам і одружився з місцевою малайкою. Через Корнвала Ґарднера познайомили з багатьма місцевими жителями, з якими він незабаром подружився, включно з членами народів сеной та малайцями. Корнвал запросив Ґарднера скласти шагаду, мусульманське зізнання віри, що він і зробив; це дозволило йому завоювати довіру місцевих жителів, хоча він ніколи не став би практикуючим мусульманином. Проте Корнвал був неортодоксальним мусульманином, і його інтерес до місцевих жителів включав їхні магічні та духовні вірування, з якими він також познайомив Ґарднера, який особливо зацікавився крісом, ритуальним ножем з магічним призначенням.
У 1915 році Ґарднер знову приєднався до місцевого волонтерського ополчення Малайських державних добровольців. Хоча між 1914 і 1918 роками в Європі вирувала Перша світова війна, її наслідки були мало відчутні в Малаї, за винятком повстання в Сінгапурі 1915 року. Ґарднер прагнув зробити більше для воєнних зусиль і в 1916 році знову повернувся до Британії. Він намагався приєднатися до британського флоту, але отримав відмову через погане здоров'я. Не маючи змоги воювати на передовій, він почав працювати санітаром у загоні добровільної допомоги (VAD) у першій західній загальній лікарні Фазакерлі, розташованій на околиці Ліверпуля. Він працював у VAD, коли вбиті повернулися з битви на Соммі, і він доглядав за пацієнтами та допомагав міняти пов'язки. Незабаром йому довелося відмовитися від цієї справи, коли у нього повернулася малярія, і тому він вирішив повернутися в Малаю в жовтні 1916 року через тепліший клімат.
Він продовжував керувати каучуковою плантацією, але після закінчення війни ціни на товари впали, і до 1921 року було важко отримати прибуток. Він знову повернувся до Британії, що, на думку пізнішого біографа Філіпа Гесельтона, могло бути невдалою спробою попросити у батька грошей. Повернувшись до Малаї, Ґарднер виявив, що компанія Борнео звільнила його, і він був змушений знайти роботу в Відділі благоустрою. У вересні 1923 року він успішно подав заяву до митного управління на посаду урядового інспектора каучукових плантацій, робота, яка передбачала багато подорожей країною, і це йому подобалося. Після короткої, але серйозної хвороби Джохорський уряд перевів Ґарднера на посаду в земельному відомстві, поки він не одужав, і зрештою його підвищили до головного офіцера митниці. На цій посаді він був призначений інспектором каучукових магазинів, наглядаючи за регулюванням і продажем каучуку в країні. У 1926 році він був призначений відповідальним за моніторинг магазинів, що продають опіум, відзначаючи регулярні порушення та процвітаючу незаконну торгівлю речовиною; Вважаючи, що опіум по суті нешкідливий, є докази того, що Ґарднер, ймовірно, брав багато хабарів на цій посаді, заробивши собі невеликі статки.

## Шлюб і археологія: 1927–36
Мати Ґарднера померла в 1920 році, але він не повернувся до Британії з цього приводу. Однак у 1927 році його батько захворів на деменцію, і Ґарднер вирішив відвідати його. Повернувшись до Британії, Ґарднер почав досліджувати спіритизм і медіумизм. Незабаром у нього сталися декілька випадків потойбічних зустрічей, які він приписував духам померлих членів сім'ї. Продовжуючи відвідувати спіритуалістичні церкви та сеанси, він критично ставився до того, що бачив, хоча зустрічався з кількома медіумами, яких він вважав справжніми. Стверджується, що один медіум зв'язався з померлим двоюрідним братом Ґарднера, і ця подія справила на нього велике враження. Його перший біограф Джек Брейслін повідомляє, що це стало переломним моментом у житті Ґарднера, і що попередній академічний інтерес до спіритизму та життя після смерті став для нього предметом твердої віри. Того самого вечора (28 липня 1927 року), після того як Ґарднер познайомився з цим медіумом, він зустрів жінку, на якій потім одружився; Доротея Френсіс Роздейл, відома як Донна, родичка його невістки Едіт. Наступного дня він попросив її вийти за нього заміж, і вона погодилася. Оскільки його відпустка скоро закінчувалася, вони швидко одружилися 16 серпня в Церкві св. Іуди в Кенсінгтоні, а потім провели медовий місяць у Райді на острові Вайт, перш ніж вирушити через Францію до Малаї
Тут він знову залучився до масонства, приєднавшись до Johore Royal Lodge No. 3946, але вийшов з неї в квітні 1931 року. Ґарднер також повернувся до своїх старих інтересів в антропології Малаї, спостерігаючи за магічними практиками, які виконували місцеві жителі, і він охоче прийняв віру в магію. Під час перебування в Малаї Ґарднер дедалі більше цікавився місцевими звичаями, особливо тими, що стосувалися народних ритуалів та зброї. Ґарднер цікавився не тільки антропологією Малаї, але й її археологією. Він почав розкопки в місті Джохор Лама, один і таємно, оскільки місцевий султан вважав археологів не кращими за грабіжників могил. До досліджень Ґарднера в місті не проводилися серйозні археологічні розкопки, хоча він сам незабаром розкопав чотири милі земляних укріплень і виявив знахідки, які включали гробниці, кераміку та порцеляну, що датуються Китаєм Династії Мін. Він продовжив подальші розкопки на королівському кладовищі Кота-Тінґі та місті Сьонг-Пенанг у джунглях. Його знахідки були виставлені як експонат «Рання історія Джохора» в Національному музеї Сінгапуру, а кілька намистин, які він виявив, свідчать про те, що торгівля між Римською імперією та малайцями, ймовірно, на думку Ґарднера, відбувалася через Індію. Він також знайшов золоті монети, що походять з Джохору, і опублікував наукові статті як про бісер, так і про монети.

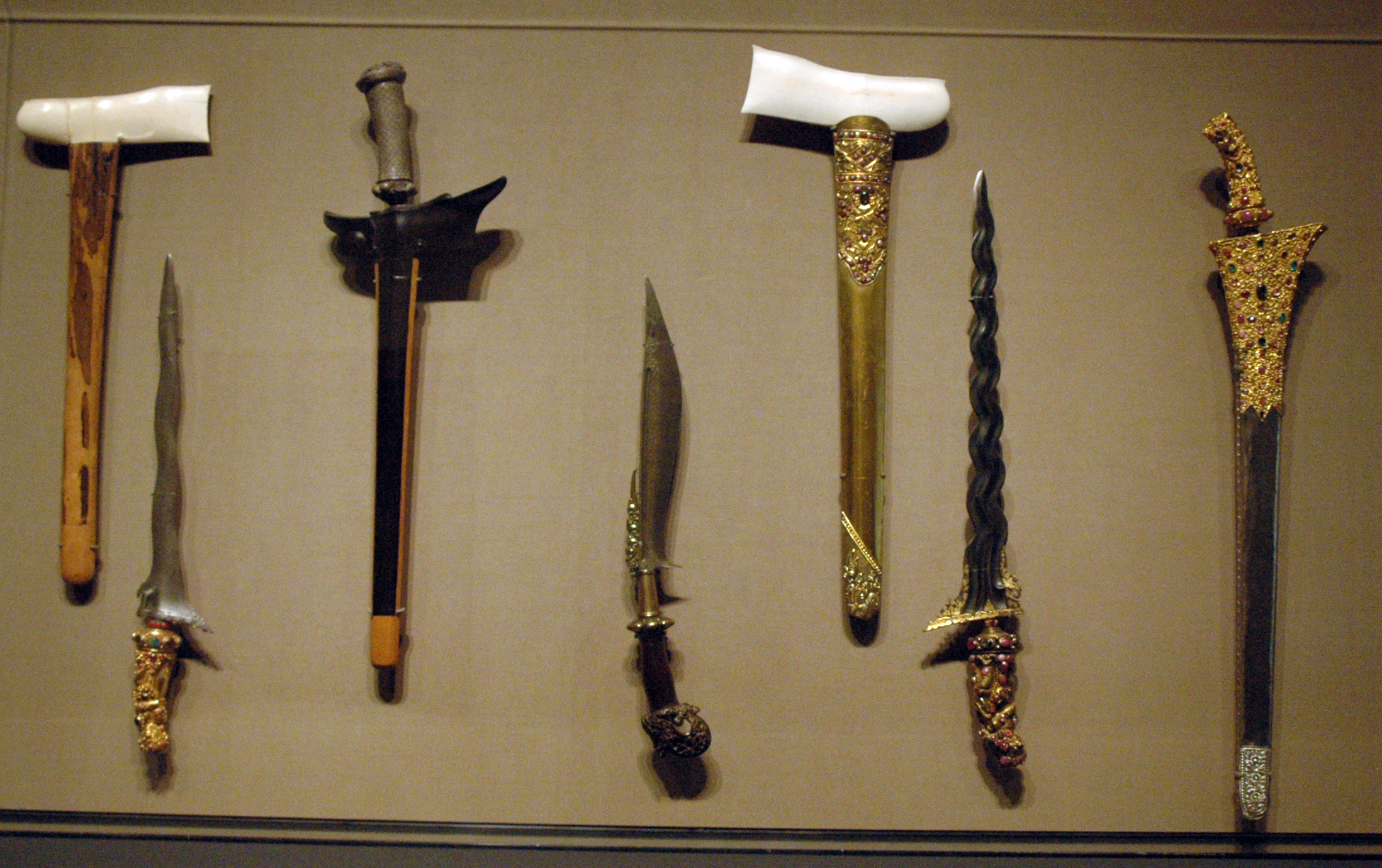
Набір ножів кріс; Ґарднер дуже зацікавився такими предметами, навіть написав текст на цю тему «Керіс та інша малайська зброя» (1936).

На початку 1930-х років діяльність Ґарднера перестала бути діяльностю виключно державного службовця, і він почав думати про себе більше як про фольклориста, археолога та антрополога. У цьому його заохочував директор Музею Раффлза (нині Національний музей Сінгапуру) і його обрання членом Королівського антропологічного інституту в 1936 році. Повертаючись до Лондона в 1932 році, Ґарднер зупинився в Єгипті і, з рекомендаційним листом в руках, приєднався до сера Фліндерса Пітрі, який проводив розкопки на місці Телль аль-Аджуль у Палестині. Прибувши до Лондона в серпні 1932 року, він відвідав конференцію з преісторії та протоісторії в Королівському коледжі Лондона, відвідавши принаймні дві лекції, які описували культ Богині-Матері. Він також подружився з археологом і практикуючим язичником Олександром Кейллером, відомим своїми розкопками в Ейвбері, який заохочував Ґарднера приєднатися до розкопок на Гембері-Гілл у Девоні, де також були присутні Ейлін Фокс і Мері Лікі.
Повертаючись до Східної Азії, він сів на кораблі з Сінгапуру до Сайгону у Французькому Індокитаї, звідки відправився до Пномпеня, відвідавши Срібну паґоду. Потім він сів на потяг до Ханчжоу в Китаї, а потім продовжив рух у Шанхай; через громадянську війну в Китаї, що тривала, поїзд не зупинявся протягом усієї подорожі, що дратувало пасажирів. У 1935 році Ґарднер відвідав Другий конгрес з доісторичних досліджень на Далекому Сході в Манілі, Філіппіни, познайомившись з кількома експертами в цій галузі. Його головний дослідницький інтерес полягав у малайському клинку кріс, для якого він вибрав незвичайне написання «керіс»; зрештою він зібрав 400 прикладів таких клинків і говорив з тубільцями про їх магічно-релігійне використання. Вирішивши видати книгу на цю тему, він написав «Керіс та інша малайська зброя», будучи заохоченим до цього друзями-антропологами; згодом його опублікувала сінгапурська видавнича компанія Progressive Publishing Company у 1936 році. Його добре сприйняли літературні та наукові кола Малаї. У 1935 році Ґарднер дізнався, що його батько помер, залишивши йому у спадок 3000 фунтів стерлінгів. Впевненість у фінансовій незалежності, ймовірно, і змусила його подумати про вихід на пенсію, і, оскільки в 1936 році він повинен був піти у тривалу відпустку, державна служба Джохора дозволила йому вийти на пенсію трохи раніше, у січні 1936 року. Ґарднер хотів залишитися в Малаї, але погодився з його дружиною Донною, яка наполягла на тому, щоб вони повернулися до Англії.

## Пізніше життя і смерть
У 1960 році була опублікована офіційна біографія Ґарднера під назвою «Джеральд Ґарднер: Відьма» (Gerald Gardner: Witch). Він був написаний його другом, суфійським містиком Ідрісом Шахом, але той вирішив скористатися ім'ям одного з верховних жерців Ґарднера, Джека Л. Брейсліна, оскільки Шах боявся бути пов'язаним з відьмарством. У травні того ж року Ґарднер відвідав Букінгемський палац, де влаштував вечірку в саду на знак визнання за роки служіння Імперії на Далекому Сході. Незабаром після поїздки дружина Ґарднера Донна померла, а сам Ґарднер знову почав сильно страждати від астми. Наступного року разом із Шахом і Лоїс Борн поїхав на острів Майорка, щоб відпочити з поетом Робертом Ґрейвсом, чия «Біла богиня» (The White Goddess) зіграє значну роль у зростаючій релігії вікканства. У 1963 році Ґарднер вирішив поїхати на зиму до Лівану. Повертаючись додому на кораблі The Scottish Prince 12 лютого 1964 року за сніданком пізнав смертельного серцевого нападу. Його поховали в Тунісі, в наступному порту заходу корабля, і на його похоронах був присутній лише капітан судна. Йому було 79 років.
Незважаючи на те, що за заповітом музей, усі його артефакти та авторські права на книги належали одній зі своїх верховних жриць, Моніці Вілсон, вона та її чоловік продали колекцію артефактів американській організації Ripley's Believe It or Not! через кілька років. Ripley's перевезли колекцію до Америки, де виставляли її у двох музеях, перш ніж розпродати у 1980-х роках. Ґарднер також залишив частину своєї спадщини Патрисії Кроутер, Дорін Валіенте, Лоїс Борн і Джеку Брейселіну, останній успадкував Нудистський клуб Fiveacres і став головним священиком ковену Брікет-Вуд.
Через кілька років після смерті Ґарднера вікканська верховна жриця Елеонора Боун відвідала Північну Африку і відправилася шукати могилу Ґарднера. Вона виявила, що кладовище, на якому він був похований, має бути реконструйоване, і тому вона зібрала достатньо грошей, щоб його тіло було перенесено на інше кладовище в Тунісі, де воно й залишається. У 2007 році на його могилі була прикріплена нова меморіальна дошка, яка описує його як «батька сучасної Вікки. Коханого Великої Богині».